# Neilia

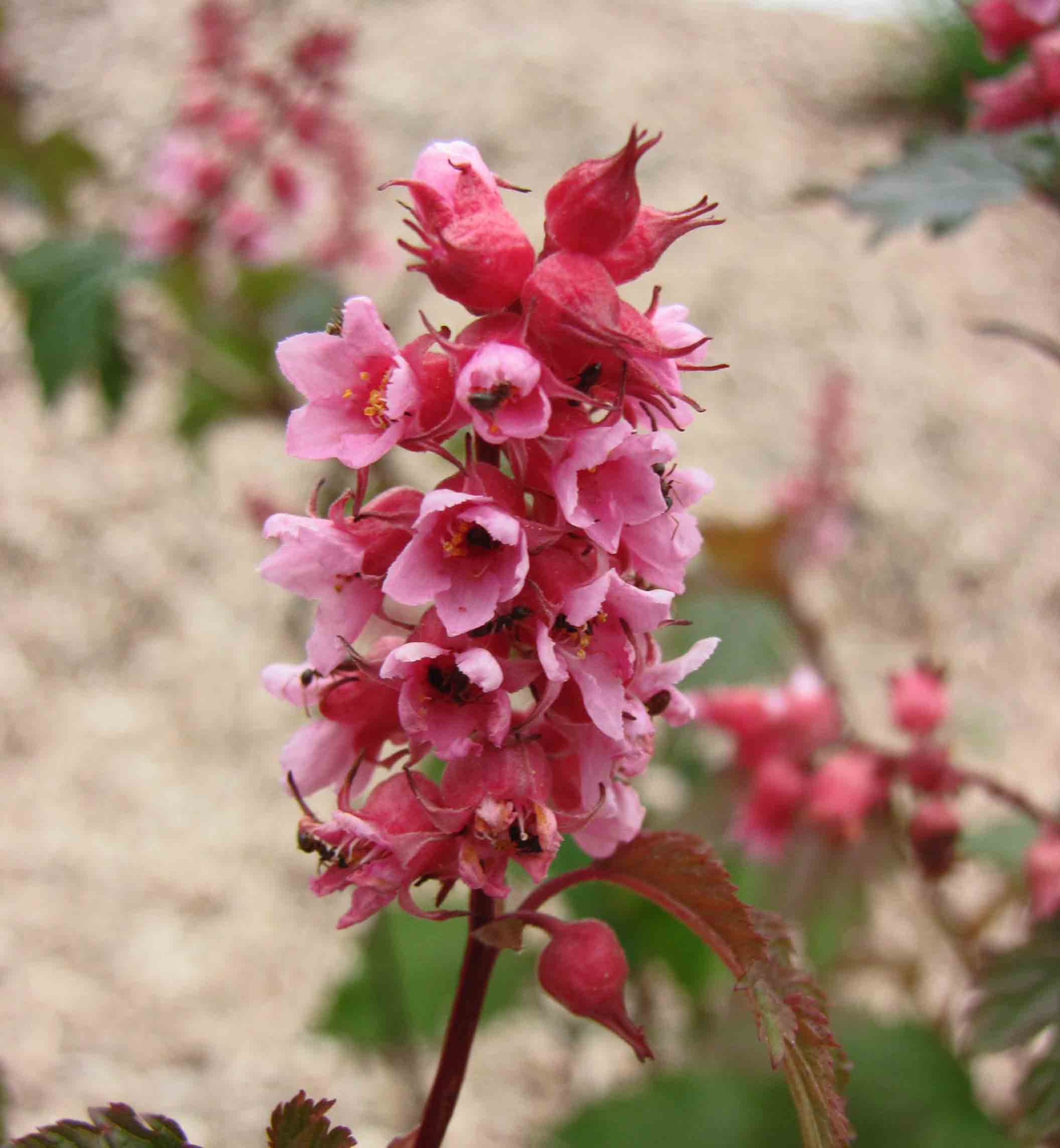
Neillia thibetica

Neilia, tawulec (Neillia) – rodzaj roślin należący do rodziny różowatych (Rosaceae). W tradycyjnym ujęciu rodzaj obejmował 11 gatunków. Na początku XXI wieku zostały tu także włączone cztery gatunki wyróżniane dotąd jako osobny rodzaj tawulec Stephanandra, po tym jak okazało się, że są ściśle spokrewnione i nie ma między nimi znaczących różnic morfologicznych. Są to krzewy występujące w naturze we wschodniej Azji: od Japonii, Korei i Chin po Nepal i Indonezję. Introdukowany i zdziczały Tawulec pogięty N. inicisa  występuje w Ameryce Północnej i Europie. Rośliny te zasiedlają lasy, górskie formacje zaroślowe i tereny skaliste.
Różne gatunki z tego rodzaju uprawiane są jako rośliny ozdobne. W Polsce głównie w kolekcjach botanicznych.

## Morfologia
PokrójKrzewy do 3 m wysokości, rzadko do 4 m. Pędy na przekroju okrągłe lub kanciaste, nagie lub nieco owłosione, zwykle szeroko rozpościerające się, czasem przewisające i korzeniące się na końcach.
LiścieSezonowe, skrętoległe, często dwurzędowe, wsparte okazałymi przylistkami. Pojedyncze, są w różnym stopniu (rzadziej lub gęściej, płycej lub głębiej, pojedynczo lub podwójnie) piłkowane i klapowane, często o końcach długo wyciągniętych. Blaszki intensywnie przebarwiają się jesienią.
KwiatyDrobne (zwykle do 5 mm średnicy), zebrane w szczytowe, czasem też kątowe kwiatostany groniaste, baldachogroniaste i wiechowate. Hypancjum zwykle miseczkowate, o średnicy do 5 mm, nagie lub owłosione. Działek kielicha jest 5, są one wzniesione, trójkątne do eliptycznych. Płatków korony także jest 5, są one jajowate, zwykle białe, czasem różowe. Krótszych od płatków pręcików najczęściej jest 10, czasem 5 lub więcej, do 30, zwykle w jednym okółku, czasem w dwóch. Zalążnia powstaje z jednego, czasem z kilku (do 5) owocolistków. Zawiera od dwóch do 10 zalążków.
OwoceMieszki otoczone hypancjum, zawierające zwykle po kilka jajowatych nasion.

## Systematyka
Pozycja systematyczna według APweb (2001...)
Rodzaj należący do plemienia Neillieae, podrodziny Spiraeoideae, rodziny różowatych (Rosaceae). Do początków XXI wieku wyróżniano zwykle trzy rodzaje w obrębie plemienia Neillieae: neilia Neillia, tawulec Stephanandra i pęcherznica Physocarpus. Wówczas jednak wykazano, że różnice morfologiczne między rodzajami tawulec i neilia nie są ostre, a ten pierwszy powstał w wyniku hybrydyzacji dwóch głównych linii rozwojowych w obrębie rodzaju neilia. W efekcie gatunki z rodzaju tawulec Stephanandra zostały włączone do rodzaju neilia Neillia.
Wykaz gatunków
- Neillia affinis Hemsl.
- Neillia densiflora T.T.Yu & T.C.Ku
- Neillia gracilis Franch.
- Neillia grandiflora T.T.Yu & T.C.Ku
- Neillia hanceana (Kuntze) S.H.Oh
- Neillia incisa (Thunb.) S.H.Oh – tawulec pogięty
- Neillia jianggangshanensis Z.X.Yu
- Neillia rubiflora D.Don
- Neillia serratisepala H.L.Li
- Neillia sinensis Oliv.
- Neillia sparsiflora Rehder
- Neillia tanakae (Franch. & Sav.) Franch. & Sav. ex S.H.Oh – tawulec Tanaki
- Neillia thibetica Bureau & Franch.
- Neillia thyrsiflora D.Don
- Neillia uekii Nakai